# John Rylands University Library
John Rylands University Library (JRUL) jest biblioteką należącą do University of Manchester. Biblioteka utworzona została w 1972 roku w wyniku połączenia Victoria University of Manchester z John Rylands Library. Jest największą uniwersytecką biblioteką w Wielkiej Brytanii wśród tych, które nie otrzymują egzemplarza obowiązkowego. Zbiory obejmują 4 miliony jednostek bibliotecznych.
W bibliotece przechowywany jest najstarszy rękopis Nowego Testamentu Papirus Rylandsa 457.